# Eric Ries
Eric Ries (sinh ngày 22 tháng 9 năm 1978) là một doanh nhân người Mỹ, blogger và tác giả của The Lean Startup, một cuốn sách về phong trào khởi nghiệp tinh gọn. Ông cũng là tác giả của The Startup Way, một cuốn sách về quản lý doanh nhân hiện đại.

## Đầu đời
Khi còn ở Yale, ông là người đồng sáng lập Catalyst Recruiting, một diễn đàn trực tuyến dành cho sinh viên đại học để kết nối với các nhà tuyển dụng tiềm năng. Anh xin nghỉ phép công việc lúc đó để theo đuổi Catalyst Recruiting, nhưng công ty đã đóng cửa không lâu sau đó.

## Sự nghiệp

### IMVU
Sau khi tốt nghiệp, Ries chuyển đến Thung lũng Silicon vào năm 2001 với tư cách là kỹ sư phần mềm tại There, Inc. Ông đã làm việc với công ty này cho đến khi ra mắt sản phẩm Thế giới ảo 3D nền tảng web của họ, There.com, vào năm 2003. Công ty sau đó đã thất bại.
Năm 2004, Ries rời đi và tham gia cùng với một trong những người sáng lập của There.com, Will Harvey để cùng sáng lập IMVU Inc., một mạng xã hội. Nhà đầu tư của IMVU, Steve Blank, yêu cầu các giám đốc của IMVU tham gia lớp đào tạo về kinh doanh của Blank tại UC Berkeley. Từ đó, Ries đã chọn phương pháp phản hồi khách nhanh, mà Blank gọi là "phát triển khách hàng", và áp dụng nó tại IMVU kết hợp với phát triển phần mềm tinh gọn, thử nghiệm các phiên bản thay thế của sản phẩm và đo tốc độ tải xuống. IMVU đã triển khai mã sản phẩm gần 50 lần một ngày, một chu kỳ phát triển nhanh bất thường. Ries cũng sao chép một phiên bản đầu tiên cuốn sách của Blank về phát triển khách hàng, The Four Steps to the Epiphany (Tạm dịch: "Bốn bước đến với sự Khai sáng"). :i
IMVU hướng tới mục đích tích hợp chức năng nhắn tin với doanh thu cao trên mỗi khách hàng của các trò chơi video truyền thống. Ries và Harvey đã không tìm kiếm một nguồn đầu tư lớn ban đầu mà phát hành một sản phẩm tối thiểu khả dụng  chỉ trong vòng sáu tháng. Năm 2006, công ty đã huy động được 1 triệu đô la trong vòng gây quỹ đầu tư mạo hiểm đầu tiên từ Tập đoàn Seraph, và cuối cùng huy động thêm được 18 triệu đô la. Năm 2008 sau khi một CEO mới gia nhập IMVU, Ries từ chức CTO, giữ lại vai trò là người quan sát hội đồng quản trị.

### Khởi nghiệp tinh gọn
Sau khi rời IMVU, Ries gia nhập công ty đầu tư mạo hiểm Kleiner Perkins với tư cách là cố vấn mạo hiểm, và sáu tháng sau đó bắt đầu tư vấn cho các công ty khởi nghiệp một cách độc lập. Dựa trên kinh nghiệm của mình, ông đã phát triển một phương pháp dựa trên các nguyên tắc quản lý được lựa chọn để giúp các công ty khởi nghiệp thành công. Phương pháp khởi nghiệp tinh gọn bắt nguồn từ sự kết hợp các ý tưởng như sản xuất tinh gọn, tìm cách tăng giải pháp tạo giá trị và loại bỏ các giải pháp lãng phí, và phương pháp phát triển khách hàng của Steve Blank.
Năm 2008, Ries bắt đầu ghi lại phương pháp khởi nghiệp tinh gọn trên blog của mình với một bài đăng có tiêu đề "Khởi nghiệp tinh gọn".
Ông được mời đến phát biểu tại Hội chợ triển lãm Web 2.0 bởi Tim O'Reilly và được mời vào làm doanh nhân nội trú tại Trường Kinh doanh Harvard. Ries bắt đầu dành toàn bộ thời gian của mình cho phong trào khởi nghiệp tinh gọn, và tổ chức các hội nghị, nói chuyện, viết bài trên blog và làm cố vấn cho các công ty.
Vào năm 2015, ông đã xuất bản The Leader's Guide, nằm trong chương trình giảng dạy mà anh sử dụng trong công việc tư vấn của mình, độc quyền thông qua Kickstarter, gây quỹ $ 588,903 cho ấn phẩm này. Vào tháng 10 năm 2017, ông đã phát hành một cuốn sách tiếp theo, The Startup Way, cho thấy việc áp dụng các nguyên tắc kinh doanh trong môi trường doanh nghiệp lớn hơn. Doanh thu của The Startup Way không cao bằng cuốn sách trước đó của Ries The Lean Startup.

### Sàn giao dịch chứng khoán dài hạn
Năm 2015, Ries bắt đầu tổ chức và vận hành Sàn giao dịch chứng khoán dài hạn (LTSE), xây dựng một sàn giao dịch chứng khoán mới của Mỹ nhằm điều chỉnh lợi ích của các công ty và nhà đầu tư dài hạn và cải thiện trải nghiệm của công ty đại chúng. Ries đã đề xuất ý tưởng về LTSE trong cuốn sách Khởi nghiệp tinh gọn. Vào ngày 30 tháng 11 năm 2018, LTSE đã nộp đơn lên Ủy ban Chứng khoán và Giao dịch để đăng ký làm sàn giao dịch chứng khoán quốc gia. Vào ngày 10 tháng 5 năm 2019, Ủy ban Chứng khoán và Giao dịch đã phê duyệt LTSE là một sàn giao dịch chứng khoán quốc gia.